# Senhime

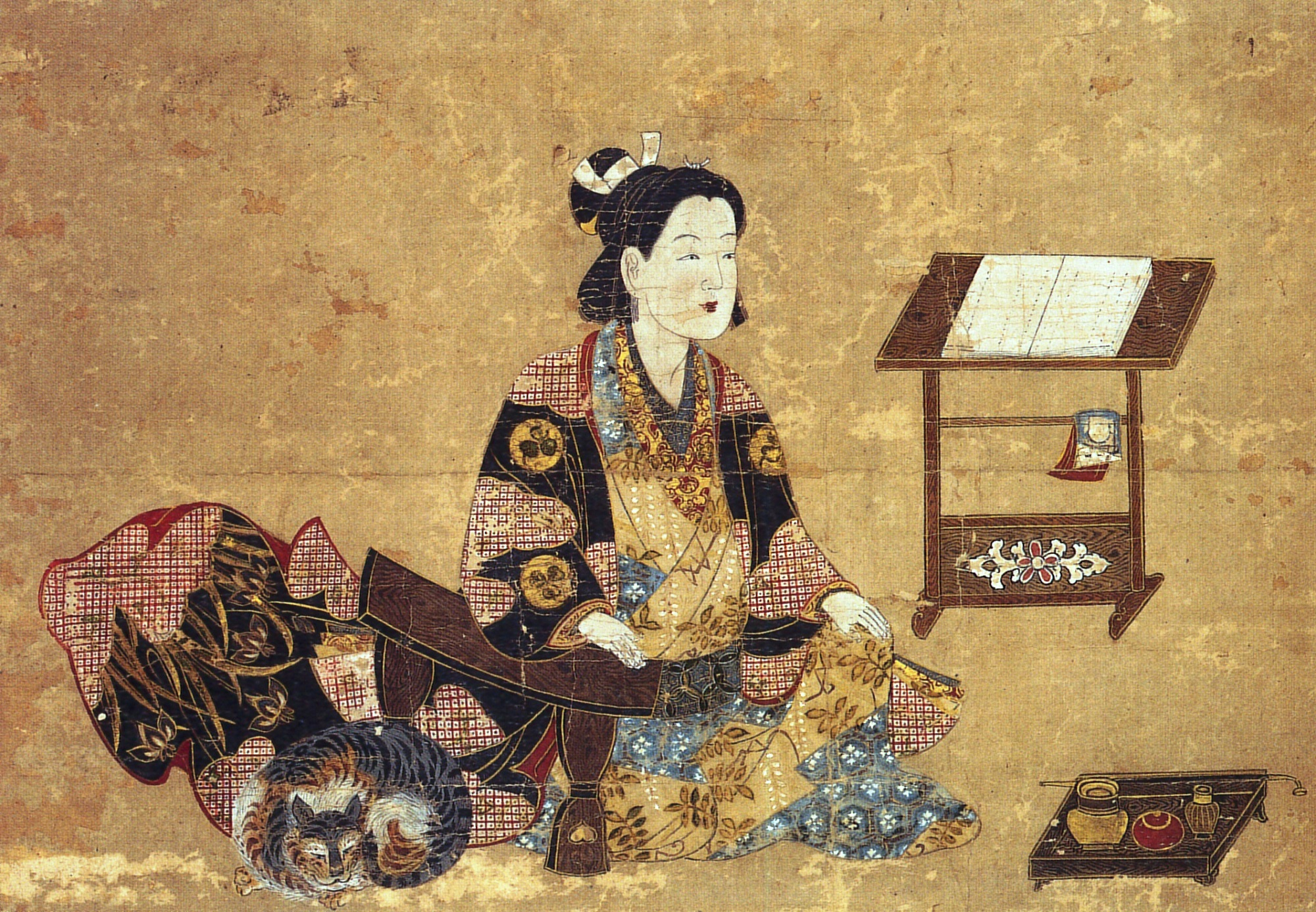
Chân dung của Senhime, con gái của Tướng quân Tokugawa Hidetada.

Senhime (千姫 (Thiên cơ) 26 tháng 5 năm 1597 -  11 tháng 3 năm 1666) là con gái cả của Tướng quân Tokugawa Hidetada và là vợ của Toyotomi Hideyori. Bà đã tái hôn với Honda Tadatoki sau cái chết của người chồng đầu tiên. Sau cái chết của người chồng thứ hai, bà trở thành một nữ tu Phật giáo dưới pháp danh Thiên Thụ Viện (天樹院 Tenjuin).

## Tiểu sử

### Đầu đời
Bà sinh năm 1597 với thân phận là trưởng nữ của Tướng quân Tokugawa Hidetada và phu nhân Oeyo trong thời kỳ Chiến quốc. Ông nội của bà là người lập nên Mạc phủ Tokugawa, tức Tokugawa Ieyasu; còn ông ngoại của bà là Azai Nagamasa; bà ngoại của bà là Oichi, anh trai của bà ngoại Oichi là Oda Nobunaga. Khi bà đến tầm sáu, bảy tuổi, ông của bà đã sắp xếp cho bà kết hôn với Toyotomi Hideyori, con trai của Toyotomi Hideyoshi và phu nhân Yodo (tức chị gái của mẹ bà).
Năm 1603, khi Senhime lên bảy tuổi, bà kết hôn với người thừa kế của gia tộc Toyotomi, Toyotomi Hideyori. Bà sống cùng chồng trong Thành Osaka cùng với mẹ chồng là Yodo-Dono, cũng là bác gái của bà, cùng với vú nuôi, Gyōbukyō no Tsubone. Có rất ít ghi chép về cuộc sống của bà trong thời gian này. Năm bà 19 tuổi, vào năm 1615, ông nội của bà, Tướng quân Ieyasu đã tổ chức Cuộc vây hãm Ousaka. Khi Thành Osaka sụp đổ, Senhime yêu cầu Hideyori tự tử theo nghi thức như mẹ và con của mình là Toyotomi Kunimatsu lúc đó mới 7 tuổi. Senhime may mắn được cứu ra khỏi Thành trước khi nó bị vây hãm và sụp đổ. Senhime cũng đã cứu con gái của Hideyori với một người vợ khác, Tenshuni  (1609 -1645),sau này bà đã nhận làm con gái nuôi.

### Vợ của Tadatoki

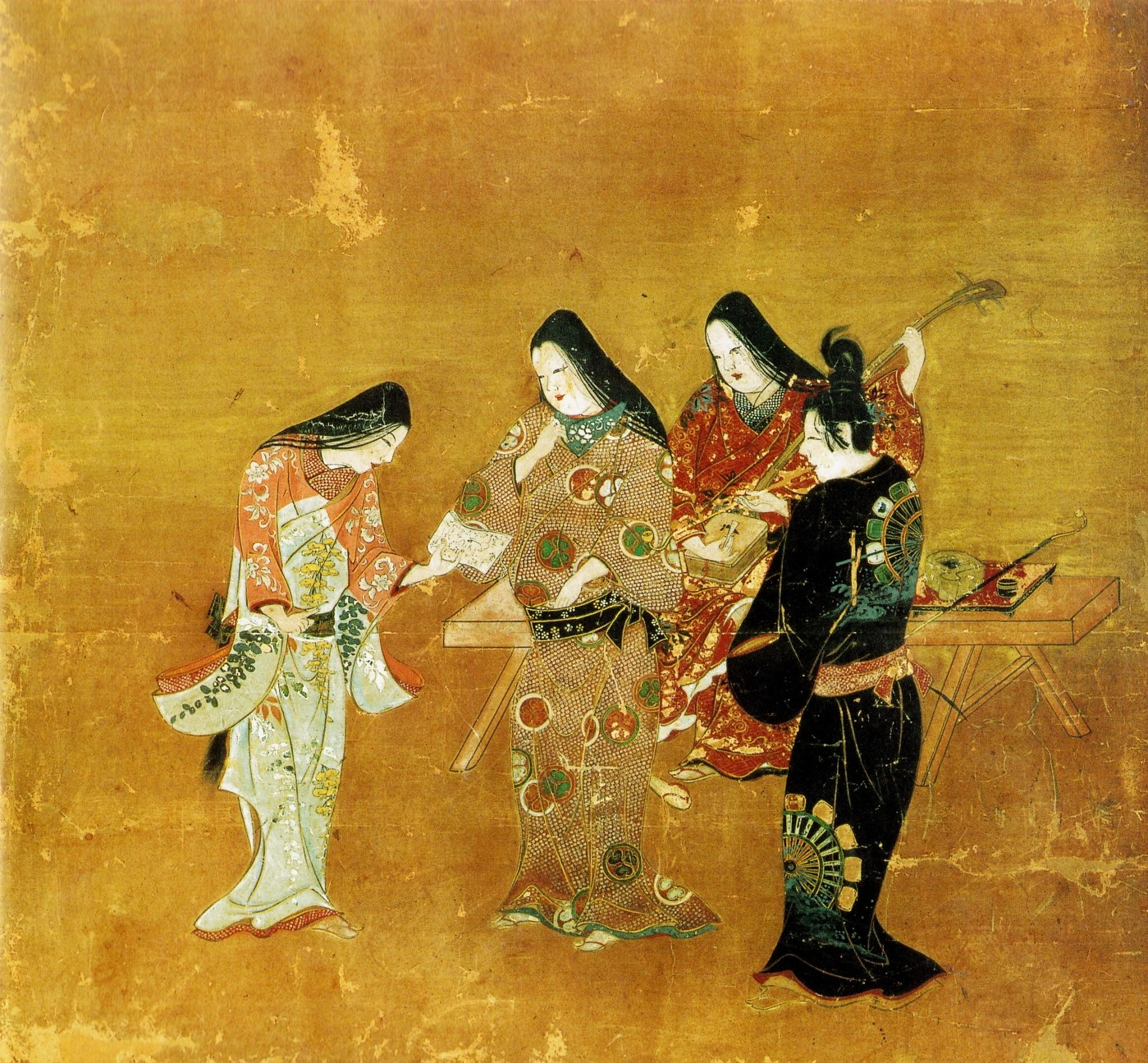
Senhime và Honda Heihachirō, mô tả thế kỷ 17, Bảo tàng nghệ thuật Tokugawa, Nagoya

Năm 1616, Ieyasu sắp xếp cho Senhime tái hôn với Honda Tadatoki, cháu trai của Honda Tadakatsu, và trong vài năm sau đó, bà đã chuyển đến sống ở Himeji. Thân mẫu của Honda Tadatoki, Kumahime, là con gái của Matsudaira Nobuyasu và do đó là cháu gái của Tướng quân Ieyasu.
Một truyền thuyết nổi tiếng kể rằng một người tên là Sakazaki Naomori đã lên kế hoạch bắt cóc Senhime ngay trước ngày bà tái hôn, ép bà phải cưới ông ta. Tuy nhiên, kế hoạch của ông ta đã bị bại lộ và Naomori sau đó bị buộc phải tự sát. Từ lâu, người ta tin rằng Naomori là người đã cứu Senhime ra khỏi Thành Osaka trong cuộc vây hãm năm xưa, tin vào lời của Tokugawa Ieyasu rằng ông sẽ gả cưới Senhime cho bất cứ ai cứu bà ra khỏi thành, mặc dù gần đây điều này đã bị nghi ngờ. Những câu chuyện kể rằng Senhime đã từ chối kết hôn với Naomori, người có khuôn mặt bị khiếm khuyết vì vết bỏng mà ông có được khi cứu bà năm xưa, và muốn kết hôn với Tadatoki vì có cảm tình với ngoại hình của ông ta.
Senhime và Tadatoki đã có một cuộc hôn nhân hòa thuận và có với nhau hai đứa con: một người con gái là Katsuhime (勝姫 (Thắng cơ)), và một người con trai là Kōchiyo (幸千代 (Hạnh Thiên Đại)). Tuy nhiên, bi kịch ập đến khi con trai bà qua đời vào năm ba tuổi và năm năm sau, năm 1626, chồng bà qua đời vì bệnh lao. Mẹ của bà, Oeyo (hay Sùng Nguyên Viện) qua đời trong cùng năm đó. Theo truyền thống của một góa phụ lúc bấy giờ, Senhime xuống tóc và trở thành một nữ tu Phật giáo, lấy pháp danh là Thiên Thụ Viện (天樹院 Tenjuin), quay trở lại Edo và sống ở đó cho đến cuối đời. Sau khi mẹ nuôi của Ietsuna, Oman no Kata (hay Vĩnh Quang Viện) qua đời, bà trở thành dưỡng mẫu của Ietsuna.

## Gia quyến
- Thân phụ: Tokugawa Hidetada
- Thân mẫu: Oeyo
- Chồng: 
  - Toyotomi Hideyori
  - Honda Tadatoki
- Hậu duệ: 
  - Toyotomi Kunimatsu
  - Katsuhime (sinh năm 1618) kết hôn với Ikeda Mitsumasa
  - Kochiyo (1619 - 1621)

## Trong văn hóa

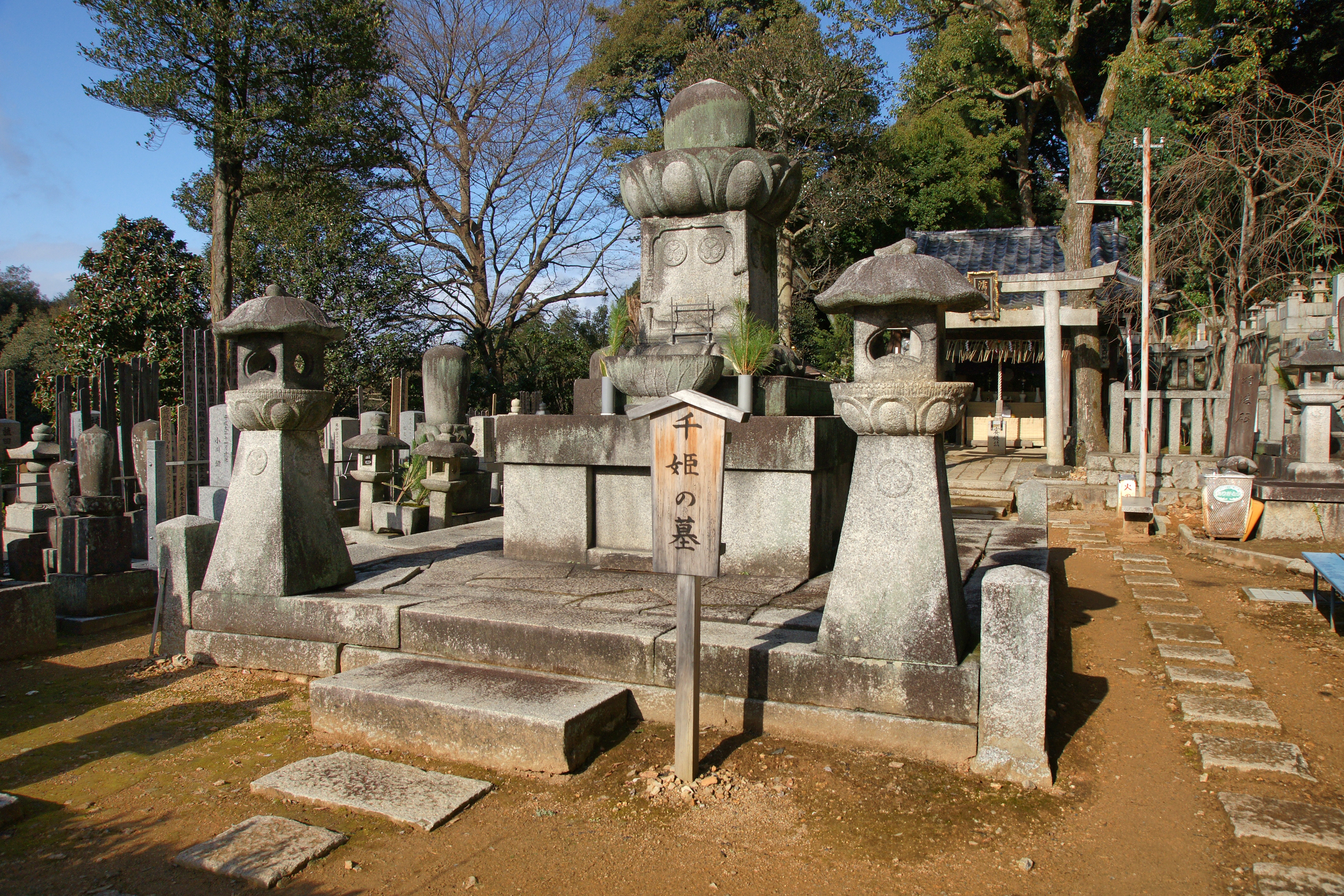
Ngôi mộ của Senhime tại Chion-in, Kyōto

Cuộc đời đầy kịch tính của Senhime đã sản sinh ra nhiều câu chuyện huyền thoại khác nhau. Một số truyền thuyết nói về sự dịu dàng của bà, chẳng hạn như cách bà cứu một cô con gái giữa chồng Hideyori và một người vợ khác của ông ta tại Cuộc vây hãm thành Osaka. Một số người khác nói về sự phóng khoáng của bà trong những ngày cuối đời tại Edo. Ngày nay, các nhân vật Senhime nổi bật trong jidaigeki và taiga dorama (phim truyền hình thời kỳ) ở Nhật Bản.
Senhime cũng là một nhân vật được yêu mến trong Himeji. Không lâu sau khi bà tái hôn với Honda Tadatoki, vợ chồng bà chuyển đến Lâu đài Himeji, một di sản thế giới ngày nay có các cánh cửa phía tây hầu hết được xây dựng vào thời điểm đó. Hầu hết các cánh phía tây đã bị mất, nhưng một tòa tháp gọi là keshō yagura (Tháp thay đồ) vẫn còn, nơi người ta tin rằng đó là nơi bà tự trang điểm cho mình.
Senhime xuất hiện trong cốt truyện kết thúc của trò chơi video bán giả tưởng Kessen. Trong đoạn cắt cảnh cuối cùng, bà than thở với Ieyasu về bi kịch chiến tranh và cái chết của Hideyori, Ieyasu an ủi cô và trả lời rằng người dân Nhật Bản sẽ một lần nữa sống trong hòa bình và ca ngợi Hideyori với vai trò là một samurai bằng cách thực hiện việc mổ bụng tự sát.
Senhime cũng xuất hiện trong một bộ phim năm 1962 Senhime to Hideyori, với sự tham gia của Hibari Misora trong vai Senhime. Bộ phim bắt đầu từ cuộc vây hãm và sụp đổ của Thành Osaka và kể mẩu câu chuyện hư cấu về những năm cuối đời của Senhime sau cái chết của Hideyori cho đến khi bà bị bắt giam và cuối cùng đến chùa Phật giáo. Một bộ phim lịch sử khác về Senhime và cuộc vây hãm Thành Osaka xuất hiện vào giữa những năm 1950 mang tên Công chúa Senhime, với Machiko Kyō trong vai trò tiêu đề.
Senhime xuất hiện trong tiểu thuyết lịch sử năm 1955 Nhật kí Yodo-dono  của Yasushi Inoue.

## Trong văn học
- Motoo, Hinago (1986). Japanese Castles. Tokyo: Kodansha. tr. 111–114. ISBN 0-87011-766-1.  Motoo, Hinago (1986). Japanese Castles. Tokyo: Kodansha. tr. 111–114. ISBN 0-87011-766-1.  Motoo, Hinago (1986). Japanese Castles. Tokyo: Kodansha. tr. 111–114. ISBN 0-87011-766-1.

## Phả hệ
|  |  |                   |                   |                   |                   |                   |                   |  |  |         |         |         |         |               |               |               |               |               |               |        |        |        |        |       |       |           |           |           |           |                   |                   |                   |                   |                    |                    |                    |                    |                    |                    |  |  |     |     |     |     |     |     |  |  |
|  |  |                   |                   |                   |                   |                   |                   |  |  |         |         |         |         |               |               |               |               |               |               |        |        |        |        |       |       |           |           |           |           |                   |                   |                   |                   |                    |                    |                    |                    |                    |                    |  |  |     |     |     |     |     |     |  |  |
|  |  | Tokugawa Ieyasu   | Tokugawa Ieyasu   | Tokugawa Ieyasu   | Tokugawa Ieyasu   | Tokugawa Ieyasu   | Tokugawa Ieyasu   |  |  |         |         |         |         | Azai Nagamasa | Azai Nagamasa | Azai Nagamasa | Azai Nagamasa | Azai Nagamasa | Azai Nagamasa |        |        | Oichi  | Oichi  | Oichi | Oichi | Oichi     | Oichi     |           |           | Oda Nobunaga      | Oda Nobunaga      | Oda Nobunaga      | Oda Nobunaga      | Oda Nobunaga       | Oda Nobunaga       |                    |                    |                    |                    |  |  |     |     |     |     |     |     |  |  |
|  |  | Tokugawa Ieyasu   | Tokugawa Ieyasu   | Tokugawa Ieyasu   | Tokugawa Ieyasu   | Tokugawa Ieyasu   | Tokugawa Ieyasu   |  |  |         |         |         |         | Azai Nagamasa | Azai Nagamasa | Azai Nagamasa | Azai Nagamasa | Azai Nagamasa | Azai Nagamasa |        |        | Oichi  | Oichi  | Oichi | Oichi | Oichi     | Oichi     |           |           | Oda Nobunaga      | Oda Nobunaga      | Oda Nobunaga      | Oda Nobunaga      | Oda Nobunaga       | Oda Nobunaga       |                    |                    |                    |                    |  |  |     |     |     |     |     |     |  |  |
|  |  |                   |                   |                   |                   |                   |                   |  |  |         |         |         |         |               |               |               |               |               |               |        |        |        |        |       |       |           |           |           |           |                   |                   |                   |                   |                    |                    |                    |                    |                    |                    |  |  |     |     |     |     |     |     |  |  |
|  |  |                   |                   |                   |                   |                   |                   |  |  |         |         |         |         |               |               |               |               |               |               |        |        |        |        |       |       |           |           |           |           |                   |                   |                   |                   |                    |                    |                    |                    |                    |                    |  |  |     |     |     |     |     |     |  |  |
|  |  | Tokugawa Hidetada | Tokugawa Hidetada | Tokugawa Hidetada | Tokugawa Hidetada | Tokugawa Hidetada | Tokugawa Hidetada |  |  | Oeyo    | Oeyo    | Oeyo    | Oeyo    | Oeyo          | Oeyo          |               |               | Ohatsu        | Ohatsu        | Ohatsu | Ohatsu | Ohatsu | Ohatsu |       |       | Yodo-dono | Yodo-dono | Yodo-dono | Yodo-dono | Yodo-dono         | Yodo-dono         |                   |                   | Toyotomi Hideyoshi | Toyotomi Hideyoshi | Toyotomi Hideyoshi | Toyotomi Hideyoshi | Toyotomi Hideyoshi | Toyotomi Hideyoshi |  |  | One | One | One | One | One | One |  |  |
|  |  | Tokugawa Hidetada | Tokugawa Hidetada | Tokugawa Hidetada | Tokugawa Hidetada | Tokugawa Hidetada | Tokugawa Hidetada |  |  | Oeyo    | Oeyo    | Oeyo    | Oeyo    | Oeyo          | Oeyo          |               |               | Ohatsu        | Ohatsu        | Ohatsu | Ohatsu | Ohatsu | Ohatsu |       |       | Yodo-dono | Yodo-dono | Yodo-dono | Yodo-dono | Yodo-dono         | Yodo-dono         |                   |                   | Toyotomi Hideyoshi | Toyotomi Hideyoshi | Toyotomi Hideyoshi | Toyotomi Hideyoshi | Toyotomi Hideyoshi | Toyotomi Hideyoshi |  |  | One | One | One | One | One | One |  |  |
|  |  |                   |                   |                   |                   |                   |                   |  |  |         |         |         |         |               |               |               |               |               |               |        |        |        |        |       |       |           |           |           |           |                   |                   |                   |                   |                    |                    |                    |                    |                    |                    |  |  |     |     |     |     |     |     |  |  |
|  |  |                   |                   |                   |                   |                   |                   |  |  |         |         |         |         |               |               |               |               |               |               |        |        |        |        |       |       |           |           |           |           |                   |                   |                   |                   |                    |                    |                    |                    |                    |                    |  |  |     |     |     |     |     |     |  |  |
|  |  | Tokugawa Iemitsu  | Tokugawa Iemitsu  | Tokugawa Iemitsu  | Tokugawa Iemitsu  | Tokugawa Iemitsu  | Tokugawa Iemitsu  |  |  | Senhime | Senhime | Senhime | Senhime | Senhime       | Senhime       |               |               |               |               |        |        |        |        |       |       |           |           |           |           | Toyotomi Hideyori | Toyotomi Hideyori | Toyotomi Hideyori | Toyotomi Hideyori | Toyotomi Hideyori  | Toyotomi Hideyori  |                    |                    |                    |                    |  |  |     |     |     |     |     |     |  |  |
|  |  | Tokugawa Iemitsu  | Tokugawa Iemitsu  | Tokugawa Iemitsu  | Tokugawa Iemitsu  | Tokugawa Iemitsu  | Tokugawa Iemitsu  |  |  | Senhime | Senhime | Senhime | Senhime | Senhime       | Senhime       |               |               |               |               |        |        |        |        |       |       |           |           |           |           | Toyotomi Hideyori | Toyotomi Hideyori | Toyotomi Hideyori | Toyotomi Hideyori | Toyotomi Hideyori  | Toyotomi Hideyori  |                    |                    |                    |                    |  |  |     |     |     |     |     |     |  |  |